# Казарезов, Владимир Васильевич
Владимир Васильевич Казарезов — советский хозяйственный, государственный и политический деятель, а также писатель и художник.

## Биография
Родился в 1937 году в селе Петропавловка. Член КПСС.
Окончил Алтайский институт сельскохозяйственного машиностроения.
В 1959—1980 — инженер-конструктор, инженер, заместитель секретаря парткома завода точного машиностроения, заместитель директора по кадрам, секретарь парткома Новосибирского приборостроительного завода.
В 1980—1983 — заведующий отделом машиностроения Новосибирского обкома КПСС.
В 1983—1985 — секретарь Новосибирского обкома КПСС.
В 1985—1988 — первый секретарь Новосибирского горкома КПСС.
В 1988—1989 — первый секретарь Новосибирского обкома КПСС.
После 1991 года — вице-президент Ассоциации крестьянских (фермерских) хозяйств и сельскохозяйственных кооперативов России, лауреат премии Столыпина.
Депутат Верховного Совета РСФСР 11-го созыва, народный депутат СССР. Делегат XXVII съезда КПСС.
Кандидат экономических наук, член Союза писателей Москвы, почетный фермер России, лауреат Национальной Столыпинской премии. Награжден орденами и медалями Советского Союза и нынешней России. Среди основных увлечений писателя – живопись (маслом) и работа над созданием музея старинного крестьянского быта.
Умер в 2017 году в Москве.

## Награды
- Орден Октябрьской Революции
- Орден «Знак Почёта»